# Littératures soviétiques
Die Collection Littératures soviétiques (Sowjetische Literaturen) ist eine bei Gallimard erschienene französischsprachige Buchreihe mit Werken sowjetischer Literaturen. Die von dem französischen kommunistischen Dichter und Schriftsteller Louis Aragon (1897–1982) herausgegebene Reihe enthält überwiegend Übersetzungen aus dem Russischen, aber auch aus anderen Sprachen – wie z. B. dem Kasachischen, Tadschikischen u. a. – der ehemaligen Sowjetunion. Die Reihe erschien in den Jahren von 1956 bis 1980 mit insgesamt 63 Bänden. Ein Großteil der darin enthaltenen Werke wurde von Lily Denis aus dem Russischen übersetzt. Der erste Band war eine kollektiv publizierte Introduction aux littératures soviétiques (Einführung in die sowjetischen Literaturen). Einige der Schriftsteller sind mit mehreren Bänden vertreten, beispielsweise Konstantin Paustowski (Constantin Paoustovski). Wie aus den Verlagsangaben hervorgeht, hatte die Sammlung ursprünglich sehr ambitionierte Ziele: 

„nicht nur die zeitgenössische russische Literatur bekannt zu machen, sondern alle Literaturen der UdSSR, und es gibt etwa sechzig von ihnen, in verschiedenen Sprachen und Traditionen. Sie wird sich jedoch nicht auf die Gegenwart beschränken: Sie wird den zeitgenössischen Autoren der verschiedenen Sowjetnationen die in Frankreich unbekannten Klassiker ihrer Literaturen hinzufügen.“

 Die Schreibungen der Namen in der folgenden Übersicht erfolgen in den französischen Schreibungen. Die  Übersicht erhebt keinen Anspruch auf Aktualität oder Vollständigkeit:

## Übersicht
1. Collectif: Introduction aux littératures soviétiques. Contes et nouvelles. Ouvrage collectif d'Irakli Andronikov, Serguéï Antonov, Pavel Bajov, Constantin Fédine, Mekhti Goussein, Iouri Ianovski, Effendi Kapiev, Vilis Latsis, Constantin Lordkipanidzé, Vera Panova, Constantin Paoustovski, Piotr Pavlenko, Mikhaïl Prichvine, Alexis Tolstoï et de Vsevolod Vichnievski. Trad. du russe par Georges Arout, Boris Delannoy, Victor Fournel, Charles Gaucher, René Huntzbucler, François Kérel, René Lhermitte, Paulin Louis, Marie-Jeanne Muller, Elsa Triolet et Gustave Welter. Préface de Louis Aragon. 1956
2. Sadriddine Aïni: Boukhara. Trad. du tadjik par S. Borodine et P. Korotkine. 1956
3. Iouri Ianovski: Les cavaliers. Trad. de l'ukrainien par Marguerite Aucouturier, Elyane Jacquet et P. Zankiévitch. Traduction revue et présentée par Louis Aragon. 1957
4. Iouri Tynianov: Le Disgracié. Trad. du russe par Henri Perreau. 1957
5. Moukhtar Aouezov: La jeunesse d'Abaï. Trad. du kazakh par Léonide Sobolev et Antoine Vitez. 1959
6. Alexandre Malychkine: Les gens des coins perdus. Trad. du russe par René Huntzbucler. 1960
7. Moukhtar Aouezov: Abaï. Trad. du kazakh par Léonide Sobolev et Antoine Vitez. 1960
8. Nicolaï Tikhonov: Tête brûlée. Première parution en 1936. Trad. du russe et préfacé par Vladimir Pozner. 1961
9. Iouri Kazakov: La Petite gare et autres nouvelles. Trad. du russe par Robert Philippon. 1962
10. Alexandre Bek: Quelques jours. Trad. du russe par Lily Denis. 1962
11. Constantin Paoustovski: L'Histoire d'une vie, tome I. Trad. du russe par Lydia Delt et Paule Martin. Les Années lointaines. 1963
12. Emmanuel Kazakiévitch: Le Cahier bleu suivi de Les Ennemis. Trad. du russe par René L'Hermitte. 1963
13. Guéorgui Vladimov: Le grand filon. Trad. du russe par Andrée Robel. 1963
14. Iouri Bondarev: Le Calme. Trad. du russe par M. Decaillot. 1963
15. Vsévolod Ivanov: Nous allons en Inde. Trad. du russe par René Huntzbucler. 1963
16. Alexandre Bek: La réserve du général Panfilov. Trad. du russe par Lily Denis. 1963
17. Victor Chklovski: Voyage sentimental. Trad. du russe par Vladimir Pozner. 1964
18. Victor Chklovski: Voyage sentimental. Trad. du russe par Vladimir Pozner. 1964
19. Victor Chklovski: Zoo. Lettres qui ne parlent pas d'amour ou La troisième Héloïse. Trad. du russe par Vladimir Pozner. 1964
20. Constantin Paoustovski: L'Histoire d'une vie. Tome II. Trad. du russe par Lydia Delt et Paule Martin. Une Jeunesse inquiète. 1964
21. Véniamine Kavérine: «Peintre inconnu». Trad. du russe par Claude Frioux. 1964
22. Iouri Kazakov: La Belle vie. Trad. du russe par Lily Denis. 1964
23. Constantin Paoustovski:  L'Histoire d'une vie. Tome III. Trad. du russe par Lydia Delt et Paule Martin. Une ère inconnue commence... 1964
24. Mikhaïl Cholokhov: Terres défrichées. Trad. du russe et préfacé par Jean Cathala. 1964
25. Alexandre Bek: La Chaussée de Volokolamsk. Trad. du russe par Lily Denis. 1965
26. Constantin Paoustovski: L'Histoire d'une vie. Tome IV. Trad. du russe par Lydia Delt et Paule Martin. Le Temps des grandes espérances. 1965
27. Léonid Léonov: La Forêt russe. Tome I. Adapt. du russe par Dominique Arban. 1966
28. Boris Pasternak: Les Voies aériennes et autres nouvelles. Trad. du russe par Andrée Robel. Avant-propos de Louis Aragon. 1966
29. Iouri Tynianov: Le Lieutenant Kijé précédé d'Une Majesté en cire et de L'Adolescent-miracle. Trad. du russe par Lily Denis. 1966
30. Iouri Bondarev: La panique. Trad. du russe par Lily Denis. 1966
31. Constantin Paoustovski: L'Histoire d'une vie. Tome V. Trad. du russe par Lydia Delt et Paule Martin. Incursion dans le Sud. 1966
32. Abdéjamil Nourpéissov: Le Crépuscule. Trad. du kazakh, version française trad. du russe par Lily Denis. Préface d'Iouri Kazakov. Le texte original a été traduit par Iouri Kazakov. 1967
33. Iouri Kazakov: Ce Nord maudit et autres nouvelles suivi de Journal du Nord. Trad. du russe par Lily Denis. 1967
34. Constantin Paoustovski: L'Histoire d'une vie. Tome VI. Trad. du russe par Lydia Delt et Paule Martin. Le Livre des pérégrinations. 1967
35. Vladimir Tendriakov: Fondrières et autres nouvelles. Trad. du russe par Lily Denis. 1967
36. Constantin Paoustovski: La Rose d'or. Notes sur l'art d'écrire. Trad. du russe par Lydia Delt et Paule Martin. 1968
37. Ephim Doroch: Pluie et soleil suivi de Méditation à Zagorsk. Trad. du russe et préfacé par Jean Cathala. 1968
38. Iouri Tynianov: La mort du Vazir-Moukhtar. Trad. du russe par Lily Denis. 1969
39. Abdéjamil Nourpéissov. La Saison des épreuves. Le texte original a été traduit par Iouri Kazakov. Trad. du kazakh, version française trad. du russe par Lily Denis. 1969
40. Vladimir Maïakovski: Lettres à Lili Brik (1917–1930). Trad. du russe par Andrée Robel. Introduction de Claude Frioux. 1969
41. Constantin Paoustovski: Le destin de Charles Lonceville et autres histoires. Trad. du russe par Lydia Delt et Véra Varzi. 1970
42. Valentin Kataïev: Le Puits sacré. Trad. du russe par Lily Denis. 1970
43. Cyrille Zdanévitch: Niko Pirosmani. Trad. du russe par Lydia Delt et Véra Varzi. 1970
44. Sergueï Zalyguine: Au bord de l'Irtych. Chronique du village de Kroutyé Louki. Trad. du russe par Annie Meynieux. 1970
45. Maurice Simachko: Sables rouges et sables noirs. Première parution en 1970. Trad. du russe par Lily Denis. 1971
46. Vsévolod Ivanov: Quand j'étais fakir. Trad. du russe et préfacé par Vladimir Pozner. 1971
47. Andréi Platonov: La Ville de Villegrad. Trad. du russe par Lily Denis. 1971
48. Boris Balter: Adieu, les gosses! Trad. du russe par Lydia Delt et Véra Varzi. 1971
49. Constantin Paoustovski: Le Roman des forêts suivi de Le Pays de la Mestchiora. Trad. du russe par Lydia Delt et Michèle Deniaud. 1971
50. Constantin Paoustovski: Kara-Bougaz. Trad. du russe par Lydia Delt et Michèle Deniaud. 1972
51. Vassili Choukchine. L'Envie de vivre. Nouvelles sibériennes. Trad. du russe par Lily Denis. 1972
52. Boris Mojaïev: Dans la vie de Fédor Kouzkine. Trad. du russe et préfacé par Jean Cathala. 1972
53. Constantin Paoustovski: La Colchide suivi de Roman du Nord. Trad. du russe par Lydia Delt et Véra Varzi. 1973
54. Maurice Simachko: Mazdak. Trad. du russe par Lily Denis. 1973
55. Constantin Paoustovski: Au cœur de la Russie. Trad. du russe par Lydia Delt et Michèle Deniaud. 1974
56. Iouri Trifonov: Bilan préalable. Trois nouvelles moscovites. Trad. du russe par Lily Denis. 1975.
57. Daniel Harms: Sonner et voler. Trad. du russe et préfacé par Gleb Urman. 1976
58. Vladimir Tendriakov: Le printemps s'amuse et autres nouvelles. Trad. du russe par Bernadette Du Crest. 1977
59. Iouri Trifonov: La Maison du quai suivi d' Une autre vie. Trad. du russe par Lily Denis. 1978
60. Guéorgui Vladimov: Trois minutes de silence. Texte français approuvé par l'auteur. Adapt. du russe par Lily Denis. 1978
61. Constantin Paoustovski: La Mer Noire. Trad. du russe par Lydia Delt et Michèle Deniaud. 1978
62. Vassili Axionov: Recherche d'un genre. Première version. Adapt. du russe par Lily Denis. 1979
63. Iouri Bondarev: D'une rive l'autre. Trad. du russe par Andrée Robel. 1980